# 373
373 (CCCLXXIII) je bilo navadno leto, ki se je po julijanskem koledarju začelo na torek.

## Dogodki
- 1. januar

## Smrti
- 2. maj - Sveti Atanazij Veliki, krščanski svetnik, škof, cerkveni učitelj (* okoli 295)
- 9. junij - Sveti Efrem Sirski, svetnik katoliške in pravoslavne Cerkve, cerkveni učitelj (* okoli 306)